# Адамишин, Анатолий Леонидович
Анато́лий Леони́дович Адами́шин (11 октября 1934, Киев — 13 августа 2025) — советский и российский дипломат, государственный деятель. Чрезвычайный и полномочный посол (1982).

## Биография
Детство Анатолия Адамишина прошло в коммунальной квартире в Орликовом переулке в Москве. Мать, сотрудница советского ведомства, воспитывала единственного сына одна, без отца; для присмотра за ребёнком в детские годы в дневное время нанимала няню.
С отличием окончил экономический факультет МГУ им. М. В. Ломоносова в 1957 году. Кандидат исторических наук (тема диссертации: «Европейская политика СССР 1967—1975 гг. на примере Общеевропейского совещания»).
- В 1957—1959 годах — референт Первого Европейского отдела МИД СССР.
- В 1959—1965 годах работал в посольстве СССР в Итальянской Республике: 1959—1961 — стажёр, 1961—1962 — атташе, 1962—1964 — третий секретарь, 1964—1965 — второй секретарь.
- В 1965—1971 годах работал в Первом Европейском отделе МИД СССР: 1965—1966 — второй секретарь, 1966—1968 — первый секретарь, 1968—1970 — советник, 1970—1971 — эксперт-консультант.
- В 1971—1973 годах — сотрудник, главный советник Управления по планированию внешнеполитических мероприятий (УПВМ) МИД СССР.
- В 1973—1978 годах — начальник Управления по общим международным проблемам МИД СССР.
- В 1978—1986 годах — заведующий Первым Европейским отделом, член Коллегии МИД СССР.
- В 1986—1990 годах — заместитель министра иностранных дел СССР. В его ведение входили гуманитарные и культурные связи, включая ЮНЕСКО, а также Африка, где главным было участие в урегулировании конфликта на Юге Африки и предоставлении независимости Намибии.
- В 1987—1990 годах, одновременно, председатель Комиссии СССР по делам ЮНЕСКО.
- С 3 мая 1990 по 24 декабря 1992 года — чрезвычайный и полномочный посол СССР, затем России в Итальянской Республике[2].
- С октября 1992 по 14 ноября 1994 года — первый заместитель министра иностранных дел России[3], в том числе курировал отношения со странами СНГ.
- 12 декабря 1993 года был избран депутатом Государственной думы по списку блока «Яблоко». Остался на должности заместителя министра, и в связи с этим сложил депутатские полномочия 11 мая 1994 года. Участия в работе Думы не принимал, номинально являлся членом Комитета по делам СНГ и связям с соотечественниками.
- С 5 сентября 1994 по 6 июня 1997 года — чрезвычайный и полномочный посол России в Великобритании[4][5].
- В 1997—1998 годах — министр Российской Федерации по сотрудничеству с государствами СНГ.
- В 1998—2005 годах — вице-президент, советник председателя совета директоров Акционерной финансовой корпорации (АФК) «Система».
- В 1999 году — заведующий кафедрой внешней политики Российской академии государственной службы при президенте России.
- В октябре 2000 года стал одним из учредителей Фонда милосердия имени Анны Павловой.
- С 2004 года — президент Ассоциации евроатлантического сотрудничества.

Старший научный сотрудник Института Европы РАН.
Чрезвычайный и полномочный посол (12 июля 1982). Член Совета по внешней и оборонной политике. Владел итальянским, английским, французским, украинским языками.
В 2004 году вступил в Российскую демократическую партию «Яблоко».
Скончался 13 августа 2025 года.

## Награды
Имеет государственные награды, в том числе два ордена Трудового Красного Знамени (1981, 1984), Дружбы народов (1975), «Знак Почёта» (1971). Заслуженный работник дипломатической службы Российской Федерации (18 апреля 2005).
Кавалер Большого креста ордена «За заслуги перед Итальянской Республикой» (1993).
Награждён Почётной грамотой Правительства Российской Федерации (2004 год).

## Высказывания
- «Дипломату, как, я извиняюсь, и проститутке, важно понравиться. Если будешь сидеть с хмурым видом, то всех отпугнёшь. А это значит, что твоя работа не пойдёт: ты попросту не получишь нужной информации»[11].

## Публикации
Имеет научные и публицистические печатные труды по широкому кругу международных проблем, а также мемуарные зарисовки. Автор книги «Закат и возрождение великой державы» (1993, на итальянском языке), мемуаров «Белое солнце Анголы» (М.: Вагриус, 2001) и «В разные годы. Внешнеполитические очерки» (М.: Весь Мир, 2016).
- Tramonto e rinascita di una grande potenza : diario polit. dell’ultimo ambasciatore dell’Urss e del primo ambasciatore della Federazione Russa a Roma / Anatilij Adamishin; a cura di Aleksej Hazov; pref. di Francesco Cossiga; [trad. dal russo di Aleksej Hazov]. — Milano : Spirali/Vel, 1995. — 294, [1] с. ISBN 88-7770-421-7
- Английский дивертисмент : заметки (с комментариями) посла России в Лондоне, 1994—1997 гг. — М. : Художественная лит., 2018. — 443, [2] с., [16] л. цв. ил., портр. : ил. ISBN 978-5-280-03804-2